# Schmettau (Adelsgeschlecht)

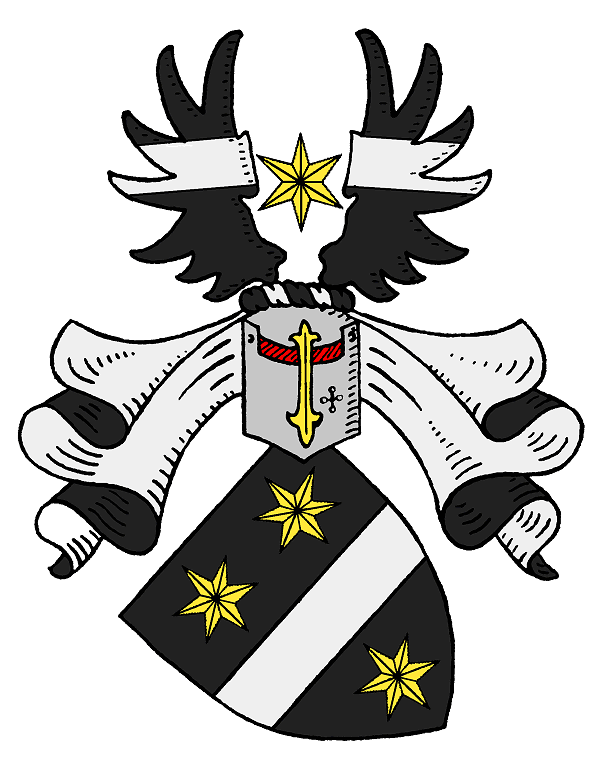
Stammwappen derer von Schmettau (Schmettow)

Schmettau, auch Schmettow, ist der Name eines alten schlesischen Adelsgeschlechts.

## Geschichte
Die Familie trat zuerst unter dem Namen Szmettay im 14. Jahrhundert in Ungarn und Serbien auf. Die sichere Stammreihe des Geschlechts beginnt mit Georg Smete, urkundlich 1562 bis 1579, Bürger und Züchner in Neisse. Unter König Matthias Corvinus verbreitete die Familie sich zunächst in Schlesien, von dort wiederum machten sich einzelne Glieder der Familie in Mecklenburg, Brandenburg und Dänemark sesshaft.
Am 28. September 1668 erfolgte von Kaiser Leopold I. ein Erneuerungsdiplom ihres Adels und Wappens, 1701 die Erhebung in den Reichsfreiherrenstand. Am 17. Februar 1717 erteilte Kaiser Karl VI. der Familie ein Freiherrendiplom und am 24. Februar 1742 erfolgte durch Kaiser Karl VII. die Erhebung in den Reichsgrafenstand, welche König Friedrich II. am 2. Juli desselben Jahres anerkannte. Im Jahre 1782 stiftete die Gräfin Anna Charlotte Christiane Wilhelmine von Schwerin geb. Gräfin von Schmettau (1712–1796) das Fräuleinstift zu Rietschütz. 1822 erging erneut ein preußisches Adelsdiplom.

## Wappen

Wappen 1668

### Stammwappen
Die einzelnen Diplome und Standeshebungen waren jeweils auch mit Wappenbesserungen bzw. -veränderungen verbunden.
Das Stammwappen ist nach dem Verfasser der Familienchronik ungarischer Herkunft. Laut ihm stelle der silberne Querstreifen durch den Schild die Donau dar. Im schwarzen Schild die zwei goldenen Sterne oberhalb des Querstreifens seien die Eltern und der goldene Stern unterhalb dessen das Kind, welches vor einer Gefahr fliehen konnte. Auf dem Helm mit schwarz-silbernen Decken ein goldener Stern zwischen offenem, je mit einem silbernen Querstreifen belegtem schwarzen Fluge.

### Wappen 1668
Das Wappen in der böhmischen Adels- und Wappenbestätigung von 1668 zeigt einen der Länge nach geteilten Schild, rechts in Gold ein halber, an die Teilungslinie angelehnter, schwarzer Adler und links das Stammwappen: in Schwarz ein silberner Querbalken, begleitet von drei (2:1) goldenen Sternen. Auf dem Helm mit schwarz-goldenen Decken der ganze Adler mit einem goldenen Stern auf der Brust.

### Grafenwappen

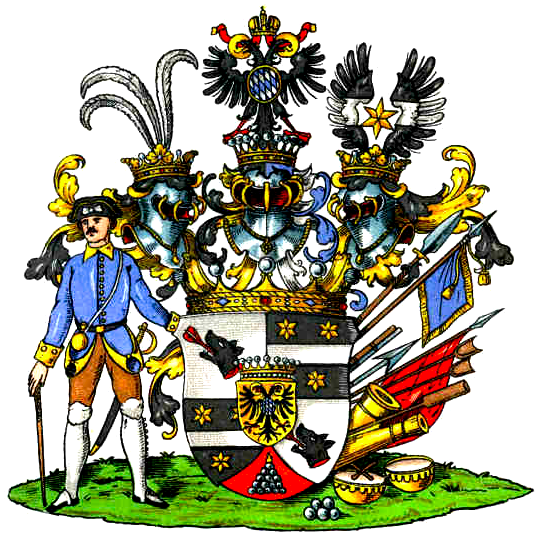
Grafenwappen 1742

Das Wappen im Reichsgrafendiplom von 1742 ist geviert und belegt mit gräflich gekröntem goldenem Herzschild, darin ein golden bewehrter und nimbierter schwarzer Doppeladler mit von Silber und Blau gewecktem (bayerischem) Brustschild, in Feld 1 und 4 in Silber ein schwarzer Doggenkopf mit roter Schnittfläche, einen roten Pfeil verschlingend, Feld 2 und 3 wie Stammwappen, zwischen Feld 3 und 4 eingeschoben eine purpurne Spitze, darin eine Pyramide von 15 eisernen Granaten, deren oberste brennt; drei Helme: auf dem rechten mit schwarz-silbernen Decken drei silberne Hahnenfedern, auf dem mittleren mit rechts schwarz-silbernen, links blau-silbernen Decken der Doppeladler, hier kaiserlich gekrönt mit abfliegenden, golden befransten roten Bändern, links mit schwarz-goldenen Decken der Stammwappenhelm mit dem Stern zwischen dem Flug; Schildhalter: Rechts ein Kanonier in blauem Rock mit goldenen Kragenaufschlägen und Knöpfen und schwarzem Hut, mit der Rechten sich auf eine Zündrute stützend, mit der Linken den Schild haltend, links Armaturen.

## Bekannte Familienmitglieder
- Wolfgang von Schmettau (1648–1711), Kurbrandenburger Minister und Gesandter
- Friedrich Wilhelm von Schmettau (1662–1735), dänischer Offizier und Diplomat
- Gottlieb von Schmettau (1665–1722), kursächsischer General
- Samuel von Schmettau (1684–1751), preußischer Generalfeldmarschall, ab 1742 Graf
- Karl Christoph von Schmettau (1696–1775), preußischer Offizier, zuletzt Generalleutnant
- Johann Ernst von Schmettow (1703–1774), preußischer Offizier, zuletzt Generalmajor
- Gottfried Heinrich von Schmettau (1710–1762), preußischer Staatsminister und Oberjägermeister
  - Bernhard Alexander Gottfried von Schmettau (1748–1816), preußischer Offizier, zuletzt Generalmajor
- Hermann Woldemar von Schmettau (1719–1785), Generalgouverneur von Norwegen
- Karl Wilhelm Friedrich von Schmettau (1734–1798), preußischer Offizier, zuletzt Generalleutnant
- Friedrich Wilhelm Karl von Schmettau (1743–1806), preußischer Generalleutnant, Kartograph und Besitzer von Schloss Köpenick
- Amalie von Schmettau, (1748–1806), Salonnière, beteiligt an der katholischen Aufklärung im Hochstift Münster
- Woldemar Friedrich von Schmettau (1749–1794), Schriftsteller und Diplomat
- Gottfried Wilhelm Christian von Schmettau (1752–1823), dänischer Offizier
- Bernhard von Schmettow (1787–1872), preußischer Oberstleutnant, Gutsherr, Politiker und Mitglied im Preußischen Herrenhaus (1866–1872)[2]
- Ferdinande von Schmettau (1798–1875), Volksheldin in den Befreiungskriegen
- Bernhard Gottfried Emil von Schmettow (1818–1889), preußischer Politiker, Mitglied des Preußischen Herrenhauses[3]
- Bernhard Gottfried Karl von Schmettow (1846–1912), preußischer Politiker, Mitglied des Preußischen Herrenhauses
- Willibald Bernhard Gottfried von Schmettow (1848–1927), deutscher Generalmajor
- Egon von Schmettow (1856–1942), preußischer General der Kavallerie im Ersten Weltkrieg
- Max Philipp von Schmettau (1857–1929), deutscher Generalleutnant
- Eberhard von Schmettow (1861–1935), deutscher Generalleutnant im Ersten Weltkrieg und Generaladjutant des deutschen Kaisers
- Richard von Schmettow (1865–1938), deutscher Generalleutnant
- Rudolf von Schmettow (1891–1970), deutscher Generalleutnant
- Matthias von Schmettow (1925–1978), Genealoge
- Leontine Gräfin von Schmettow (* 1962), deutsche Journalistin, Filmautorin und Adelsexpertin
- Mechthild Gräfin von Schmettau (* 1965), Richterin am Bundesgerichtshof

## Weitere Literatur
- Danmarks Adels Aarbog. XXXI, Kopenhagen 1914, S. 421–431.
- Matthias von Schmettow: (Hrsg.): Gedenkbuch des Deutschen Adels. In: Aus dem Deutschen Adelsarchiv; 3, C. A. Starke Verlag, Limburg/Lahn 1967, S. 300 f.